# (5782) Akirafujiwara
(5782) Akirafujiwara es un asteroide perteneciente al cinturón de asteroides descubierto el 7 de enero de 1991 por Robert H. McNaught desde el Observatorio de Siding Spring, Nueva Gales del Sur, Australia.

## Designación y nombre
Designado provisionalmente como 1991 AF. Fue nombrado Akirafujiwara en homenaje a Akira Fujiwara, científico del proyecto para la misión Hayabusa al objeto cercano a la Tierra (25143) Itokawa. Es pionero en experimentos de laboratorio que estudian la interrupción del impacto de cuerpos menores del sistema solar y la captura intacta de micropartículas en hipervelocidades.

## Características orbitales
Akirafujiwara está situado a una distancia media del Sol de 2,282 ua, pudiendo alejarse hasta 2,485 ua y acercarse hasta 2,080 ua. Su excentricidad es 0,088 y la inclinación orbital 5,582 grados. Emplea 1259,92 días en completar una órbita alrededor del Sol.

## Características físicas
La magnitud absoluta de Akirafujiwara es 13,9. Tiene 4,718 km de diámetro y su albedo se estima en 0,24. 